# Степнов, Дмитрий Владимирович
Степнов Дмитрий Владимирович — с 2018 по 2022 шеф-редактор общественно-политического онлайн-издания «Русская планета».

## Биография
Родился в Москве, 26 ноября 1979 года, в родильном доме Грауэрмана.
В 1996 году окончил средне-образовательную школу № 27 на Старой Басманной улице. Имеет диплом по специальности «Менеджер» факультета «Муниципальное управление» Российской академии народного хозяйства и государственной службы при президенте Российской Федерации (закончил заочно в 2007 году).
С 1996 по 1998 годы — учился в Литературном институте имени Горького на факультете «Поэзия». Ушел после второго курса.
Работал барменом и сомелье в различных заведениях Москвы (специально для этого окончил курсы бармена и сомелье).
С 2004 по 2009 годы — редактор регионального телеэфира в компании TNS Gallup Media.
С 2009 по 2013 годы — частный предприниматель (букинистика).
C 2011 по 2012 годы — редактор политической информации в Национальной службе мониторинга.
С 2013 по 2014 годы — редактор новостной службы в ТАСС.
С 2015 по 2016 годы — редактор новостной службы в «Комсомольской Правде».
С 2017 по 2018 годы — руководитель отдела новостей онлайн-издания «Русская Планета».
С 2018 по 2022 — шеф-редактор онлайн-издания «Русская Планета».
В 2022 «Русская Планета» приостановила свою работу на неопределенный срок.

## Личная жизнь
Не женат. Увлекается поэзией, прозой, историей, философией, религиоведением, букинистикой.
Первая жена — Екатерина (детей в браке не было), вторая — Мария (двое детей).
Отец — Степнов Владимир Дмитриевич (1958—2020) — заместитель шефа ресторана в Администрации Питания Президента на Старой площади.
Мать — Степнова Татьяна Павловна (р.1958) — домохозяйка.
Дед по отцовской линии — Степнов Дмитрий Михайлович (1929—1991) — работал в протокольной службе Политбюро ЦК КПСС, писал научные работы по политическому устройству. Увлекался поэзией и историей.
Бабушка по отцовской линии — Степнова Нина Александровна (р.1933) — работала в Пенсионном фонде Министерства Путей сообщения, позже — в Пенсионном фонде РЖД.